# 尊严党 (埃及)
尊严党（阿拉伯语：‎，羅馬化：Ḥizb al-Karāma），是埃及的左翼纳赛尔主义政党，1996年成立。该党现任领导人是穆罕默德·萨米（Mohamed Samy）。
2016年3月，大众潮流党并入尊严党。